# Khosro Shakibai
Khosro Shakībā'ī (en persan : خسرو شکیبایی), né en 1944 et mort en juillet 2008 à Téhéran, est un acteur iranien. C'est l'un des acteurs les plus actifs de sa génération.

## Biographie
Khosro Shakibai est le fils d'Ahmad Shakibāi et de Farideh Khātami. Son père, colonel de l’armée, est mort de cancer quand Khosro (appelé Mahmoud par la famille et ses amis proches) avait encore quatorze ans.
Il s’est marié deux fois. De son premier mariage avec l’actrice Tānyā Joharí, il a une fille appelée Poupak, et de son second mariage avec Parvin Koush'yār un fils nommé Pouryā.
Khosro Shakibai est mort à le 18 juillet 2008, d'un cancer du foie à l’hôpital Pārsiān de Téhéran. Auparavant, il a été rapporté que la mort de Shakibai avait été la conséquence de son insuffisance cardiaque.
Parviz Jāhed, dans un article intitulé Les jeux sont faits (Bāzi tamām shodeh ast), publié par Radio Zamāneh (au 19 juillet 2008), mentionne la dépendance sévère de Khosro Shakibai aux drogues et suggère que la mort prématurée de Shakibai a été précipitée par sa dépendance. 
Il a également été rapporté qu’au 5 octobre 2007, Khosro Shakibai a été hospitalisé à cause de son diabète, pourtant, à la demande de ce dernier, la nouvelle n’a pas été dévoilée par les médias. 
Le 20 juillet 2008, le corps de Khosro Shakibai a été enterré à la section des artistes du cimetière Behesht-e Zahra de Téhéran. La cérémonie de ses funérailles a commencé le matin dans la salle Vahdat (Tālār-e Vahdat), rue Hafez, à Téhéran.

### Carrière
Khosro a étudié pour devenir acteur à la faculté des beaux-arts de l’université de Téhéran. Il a commencé sa carrière sur la scène de théâtre en 1963. Son premier rôle au cinéma était dans le film Khatt-e Ghermez (La Ligne rouge) de Massoud Kimiaei en 1982. C'est avec le film Hamoun, qu'il rencontre le succès au cinéma, si bien que par la suite on lui a offert de jouer dans sept autres films avec plus ou moins le même type de personnage. 
La performance de Shakibai dans Hamoun a marqué un point culminant dans sa carrière. Il a reçu le Simorgh de cristal au Festival du film Fajr pour son personnage-type de Hamoun, un intellectuel à la lettre qui perd graduellement tout contact avec la réalité et tombe dans le piège d’un conflit obsessif et destructif avec sa femme étrange qu’il aime profondément.
Shakibai a joué aussi dans plusieurs séries télévisées majeures. Il a gagné un Simorgh de cristal pour son rôle dans Kimiā (La Pierre philosophale) (1994) de Ahmad Reza Darvish.
Il a aussi enregistré un nombre considérable de CD en récitant des poèmes persans contemporains comme ceux de Forough Farrokhzad et Sohrab Sepehri.
Shakibai est crédité pour son soutien au développement du statut des artistes en Iran à la fin des années 1980.

## Filmographie
- 1981 : Khatt-e Ghermez (La Ligne rouge) de Massoud Kimiaei
- 1983 : Dād'shāh, de Habib Kavosh
- 1984 : Sā'e'gheh (Le Tonnerre) de Zia-od-Din Dari
- 1986 : Rābeteh (Le Rapport) de Pouran Derakhshandeh
- 1986 : Dozd va Nevisandeh (Voleur et Écrivain) de Kāzem Ma'sumi
- 1987 : Shekār (La Chasse) de Majid Javānmard
- 1987 : Tran (Le Train) de Amir Ghavi'del
- 1989 : Obur az Ghobār (Passer à travers la brume) de Pouran Derakhshandeh
- 1989 : Hamoun de Dariush Mehrjui
- 1990 : Jost-o-jou dar Jazareh (Exploration dans L’île) de Mehdi Sabbagh'zādeh
- 1990 : Eblis (Le Satan) de Ahmad Reza Darvish
- 1991 : Bānu (La Dame) de Dariush Mehrjui (sorti en 1998)
- 1992 : Yek-bār barāy-e Hamisheh (Une fois pour toujours) de Sirus Alvand
- 1992 : Sara de Dariush Mehrjui
- 1992 : Parvāz rā be Khāter Besepār (Souviens-toi du vol) de Hamid Rakhshāni
- 1993 : Blof (Bluff) de Samuel Khāchekiān
- 1994 : Kimiā (La pierre philosophale) d’Ahmad Reza Darvish
- 1994 : Pari de Dariush Mehrjui
- 1994 : Dard-e Moshtarak (Douleur partagée) de Yasamin Malek Nasr
- 1995 : Khāharan-e Gharib (Les Sœurs étrangères) de Kiumars Pourahmad
- 1995 : Āsheqāneh (Amoureusement) de Alireza Davoudnejad
- 1995 : Sāyeh be Sāyeh (À ses trousses) d’Ali Zhakān
- 1996 : Sar Zamin-e Khorshid (La terre du soleil) d'Ahmad Reza Darvish
- 1997 : Zendegi(La Vie) d’Asghar Hashemi
- 1997 : Ravāni (Le Psycho) de Dariush Farhang
- 1999 : Mix de Dariush Mehrjui
- 1999 : Eshgh-e Shisheh-i (Amour en verre) de Dariush Mehrjui
- 1999 : Dokhtar Dā'i-ye Gomshodeh (La Cousine perdue) de Dariush Mehrjui
- 2000 : Yek Daastaan e Naagofte (Histoire non-racontée), un documentaire de Hossein Khandan
- 2000 : Dokhtari be Nām-e Tondar (La fille nommée Tonnerre) de Hamid-Reza Ashtianipour
- 2001 : Mozāhem (La Nuisance) de Sirus Alvand
- 2001 : Lezhion (La Légion) de Zia-od-Din Dari
- 2001 : Kāghaz-e bi Khatt (Papier sans ligne) de Naser Taghvai
- 2001 : Asiri (Éthérie) de Mohammd-Ali Sajjādi
- 2003 : Sobhāneh Barāy-e Do Nafar (Petit-déjeuner pour deux) de Mehdi Sabbaghzadeh
- 2004 : Hokm (Le Verdict) de Massoud Kimiaei
- 2004 : Ezdevāj-e Sourati (Le Mariage Rose {Superficiel}) de Manuchehr Masiri
- 2004 : Sālād-e Fasl (Salade de saison) de Fereydoun Jayrani
- 2005 : Che Kasi Amir rā Kosht? (Qui a tué Amir ?) de Mehdi Karampour
- 2005 : Arousak-e Farangi (Poupée européenne) de Farhad Sabā
- 2005 : Pishnehād-e Panj Meluni (Proposition de cinq-cents millions de dollars), de Fereydoun Jeirani
- 2005 : Setāreh-hā (Les Étoiles) de Fereydoun Jeirani
- 2006 : Dasthā-ye Khāli (Les Mains vides) d’Abol-Ghāsem Tālebi
- 2006 : Ra'is (Le Boss) de Massoud Kimiaei
- 2007 : Le Bus de nuit de Kiumars Pourahmad
- 2007 : Shab (La Nuit) de Golnaz Rahimi
- 2008 : Emruz na Fardā (Pas aujourd’hui, demain)

## Récitation des poèmes contemporains
- Pari Khāni (Lire des Anges[1]), poèmes de Forough Farrokhzad
- Hajm-e Sabz (Le Volume Vert), poèmes de Sohrab Sepehri
- Neshāni-hā (Des adresses), poèmes de Sayyed-Ali Sālehi
- Nāmeh-hā (Des Lettres), poèmes de Sayyed-Ali Sālehi
- Mehrabāni (Gentillesse), ???
- Albom-e Sohrāb (Allume de Sohrab), poèmes de Sohrab Sepehri

## Prix et nominations

### Prix
- 1989 : Simorgh de cristal du meilleur principal rôle masculin au 8e Festival du film Fajr pour Hamoun
- 1993 : Simorgh de cristal du meilleur principal rôle masculin  au 13e Festival du film Fajr pour Kimiā (Pierre philosophale)
- 2003 : Tablette d’Or du Site Iran Actor, la 3e Série, pour Kāghaz-e bi Khatt (Unruled Paper)
- 2004 : Simorgh de cristal du meilleur second rôle masculin au 23e  Festival du film Fajr pour Sālād-e Fasl (Salade de saison)
- 2006 : Certificat d’honneur du meilleur principal rôle masculin au 25e Festival du film Fajr pour Otobus-e Shab (Le Bus de nuit)
- 2002 : Meilleur second rôle masculin pour Kāghaz-e bi Khatt (Unruled Paper), pendant la 17e séquence, de la part des écrivains et des critiques

### Nominations
- Simorgh de cristal du meilleur principal rôle masculin
  - 1992 : 11e Festival du film Fajr pour Yek'bār Barāy-e Hamisheh (Une fois pour toujours)
  - 1996 : 15e Festival du film Fajr pour Sāyeh be Sāyeh (À ses trousses)
  - 2001 : 20e Festival du film Fajr pour Kāghaz-e bi Khatt (Unruled Paper)
- Golden Tablet du Site Iran Actor
  - 2005 : la 6e Série, pour Sālād-e Fasl (Salade de saison)
  - 2005 : la 6e Série, pour Hokm (Le Verdict)
- Golden Image 2006 (Tandis-e Zarrin) : du meilleur principal rôle masculin pour Che Kasi Amir rā Kosht? (Qui a tué Amir ?)